# Macroteleia pustacola
Macroteleia pustacola är en stekelart som beskrevs av Szabó 1966. Macroteleia pustacola ingår i släktet Macroteleia och familjen Scelionidae. Inga underarter finns listade i Catalogue of Life.